# José Solé Nájera
José Antonio Celso Solé (Mixcoac, Ciudad de México, México, 28 de julio de 1929-Ciudad de México, 15 de febrero de 2017) fue un director de escena, actor de teatro y escenógrafo mexicano. Ha sido promotor del teatro clásico en México.
Con una carrera que se extendió por más de seis décadas, fue fundador de la Compañía Nacional de Teatro de México, Creador Emérito del Fondo Nacional para la Cultura y las Artes y recibió distintas distinciones a su trayectoria como el Premio Nacional de Ciencias y Artes en 2008, la Medalla de Oro Bellas Artes, el Reconocimiento del Festival Cervantino y las Lunas del Auditorio, entre otros nacionales e internacionales.

## Vida personal
José Antonio Celso Solé fue hijo de María Magdalena Nájera y Juan Solé. A la edad de siete años, su padre le obsequió un escenario para su propio teatro de títeres, el amor que Solé le dedicó a este obsequio lo llevó a reprobar en la escuela, por lo que sus padres decidieron quitárselo como castigo.
Su experiencia temprana con la actuación llegó gracias a un a un grupo de teatro en la secundaria, y más adelante tuvo papeles de personajes pequeños en películas. Decidió estudiar formalmente en la Escuela de Arte Teatral del Instituto Nacional de Bellas Artes (INBA). En 1956 viajó a París becado por el gobierno francés para estudiar dirección de escena con René Dupoy. También estudió escenografía en México con el maestro Julio Prieto.

## Carrera
La carrera teatral de Solé duró más de seis décadas, comenzó como un actor y posteriormente fue expandiéndose a dirección de escena, escenografía y diseño de vestuario, al igual que dirección de foros e instituciones culturales.
Entre sus maestros recordaba a André Malraux, Clementina Otero, Xavier Villaurrutia, Salvador Novo y Fernando Warner, entre otros, con quienes no solo aprendió las bases de la profesión, sino la pasión por el teatro. A lo largo de su amplia trayectoria, entre los diversos cargos que ocupó están el de director de la Escuela Nacional de Arte Teatral del INBA, de la que fue alumno de la primera generación; también fue titular de la Coordinación Nacional de Teatro, e impulsó la Compañía Nacional, encabezada por Luis Gimeno. Solé también se desempeñó como consejero cultural de la embajada de México en la desaparecida Unión Soviética.
Un momento importante para Solé como director fue el movimiento que generó la construcción de varios teatros a cargo del Instituto Mexicano del Seguro Social (IMSS).
Entre los creadores que participaron estaban Villaurrutia, Warner, Novo, Seki Sano, Julio Bracho e Ignacio Retes. “Yo era el más joven; para mí fue la gran oportunidad, brindada por Julio Prieto, para hacer teatro de gran formato.”
Su gusto por el teatro clásico se originó por una contingencia; recordaba: “Criticaba mucho cómo se montaba el teatro griego en nuestro país; en cierta ocasión me escogieron para dirigir Romeo y Julieta, pero al regresar de unas vacaciones, durante las que trabajé en el montaje, la obra se la habían dado a otro director. Yo era joven y dramático, así que hice un panchote (coraje); lloré, renuncié al IMSS; entonces, Benito Coquet propuso: ‘ya que Solé siempre está criticando, denle una obra importante’, y me dieron "Las Troyanas", que en principio no me gustó, pero me dijeron que la hiciera con el reparto que yo escogiera, así que llamé a Ofelia Guilmain y Carmen Montejo, entre otras. La puesta fue un éxito y de ahí siempre me llamaron para hacer teatro griego, hasta que me lo acabé.
Estudió en la Escuela de Arte Teatral del Instituto Nacional de Bellas Artes (INBA), posteriormente viajó a París para especializarse en dirección escénica. Fue actor de la Compañía de Teatro del INBA, la cual le otorgó el premio de Revelación y Mejor Actor.  En 1960 inició su carrera como director de teatro, colaborando, además, con la escenografía y vestuario.
Fue coordinador general del Teatro del INBA y secretario general del Centro Mexicano de Teatro del Instituto Internacional de Teatro de la Unesco.
El decano de teatro estudió actuación en la Escuela Nacional de Arte Teatral y escenografía en La Esmeralda. 
En dos ocasiones fue coordinador nacional de Teatro del INBA (1977-1987 y de 1991-1995), así como fundador tanto de la Compañía Nacional de Teatro (CNT) como del Centro de Investigación Teatral Rodolfo Usigli (CITRU).
Mientras estudiaba en la Universidad Nacional Autónoma de México, se unió a la Compañía de Teatro Universitario en 1950 la cual hizo varias giras alrededor de México y otras muchas representaciones y giras ya como profesional. Hizo su debut como director a principios la década de los 50 con la obra Antígona de Anouilh con la que ganó el Premio a la mejor Dirección Teatral.  De ahí pasó al Patronato de Teatros del IMSS, en donde llevó a escena, obteniendo distintos Premios: Juego de Reinas, Gedeón, Las troyanas, entre otras. Solé en 1966 fue director de la Escuela de Teatro del INBA hasta 1968. Además de su prolífica labor como Director de Escena, fue creador de instituciones como el ITI México, como el Centro de documentación Teatral "Rodolfo Usigli", el Centro de Experimentación Teatral "El Galeón" y del "Titiriglobo" con el acervo de marionetas de Angelina Velof, del maestro Lago y compró para el INBA los títeres de Rosete Aranda. Le dio continuidad a la Compañía Nacional de Teatro. Fundó los Festivales Nacionales de Teatro Amateur y le dio forma a las distintas ramas del ITI UNESCO/México. Fue Coordinador de Teatro del INBA (1977-1987 y 1991-1994),y consejero cultural de la Embajada mexicana en la Unión Soviética desde 1975 a 1977.
El mismo dirigió la mayoría de géneros de teatro desde los clásicos griegos, teatro infantil, la comedia musical, las producciones comerciales, el experimental, la ópera e incluso televisión. Otras de sus puestas en escena fueron Moctezuma II de Sergio Magaña, La casa de Bernarda Alba de Federico García Lorca, con la Universidad Nacional Autónoma de México, La Orestiada de Esquilo; Las troyanas de Eurípides, El avaro por Molière, El alcalde de Zalamea por Calderón de la Barca; Otelo y gran parte de las obras de William Shakespeare. Gana otro premio con la puesta en escena de Visitando al Señor Green, con la actuación de Luis Gimeno. 
Gana el Premio Nacional de Ciencias y Artes en 2008 y el Premio de Dirección Teatral con la obra Doce hombres en pugna encabezada por Ignacio López Tarso en 2009. En 2010 continúa su carrera con la obra Panorama desde el puente y El enfermo imaginario de Molière. En 2011 realiza escenografía, vestuario y dirección de varias óperas entre las cuales se encuentran Il Trovatore y La Rondine de Puccini. En 2012 adapta y hace el montaje de la obra de Aristófanes Los caballeros. Durante los años siguientes repone algunas obras y continúa la dirección de óperas como Tosca y La bohème En 2014 dirigió el musical Mame, el cual tuvo que abandonar semanas antes de su estreno, debido a la irresponsabilidad y vicios de Itati Cantoral, hecho que el maestro lamentó profundamente. En 2015 retomó la dirección del mismo musical teniendo como nueva protagonista a la actriz venezolana Alicia Machado con quien logró una buena química laboral, ese mismo año estrenó Elixir de amor. En 2016 participa con Radio Educación en el Homenaje Nacional a Elena Garro realizando la Dirección de varios Radio Teatros basados en cuentos y obras de la escritora entre los que destacan La culpa es de los tlaxcaltecas, La señora en su balcón y La mudanza. Contó con las actuaciones de actores de Teatro de larga trayectoria entre los que se encuentran su esposa, María Teresa Calderón, Mónica Pavón, Alejandro Faugier, Francisco Barcala y Martín Ledezma.

## Muerte
Falleció en la Ciudad de México el 15 de febrero de 2017 a la edad de 87 años, víctima de un paro cardiaco, sus restos descansan en el Panteón Jardín de la Ciudad de México

## Reconocimientos
- Orden de San Jorge, por su promoción de la cultura griega en Atenas, Grecia.
- Gran Premio de Honor de la Asociación Mexicana de Críticos de Teatro.
- Condecoración al Mérito Artístico y al Mérito Jubileo de Bulgaria.
- Presea Quetzalcóatl para Servidores Públicos Distinguidos.
- Distinición 250 Años de la Academia de Artes en Moscú, Rusia.
- Premio Ollantay Nuestros Maestros en Caracas, Venezuela.
- Premio Nacional de Ciencias y Artes en el área de Bellas Artes por la Secretaría de Educación Pública en 2008.[9]
- Creador Emérito del Fondo Nacional para la Cultura y las Artes.
- Medalla Cervantina, 2014 (Festival Internacional Cervantino)